# لئون چوا

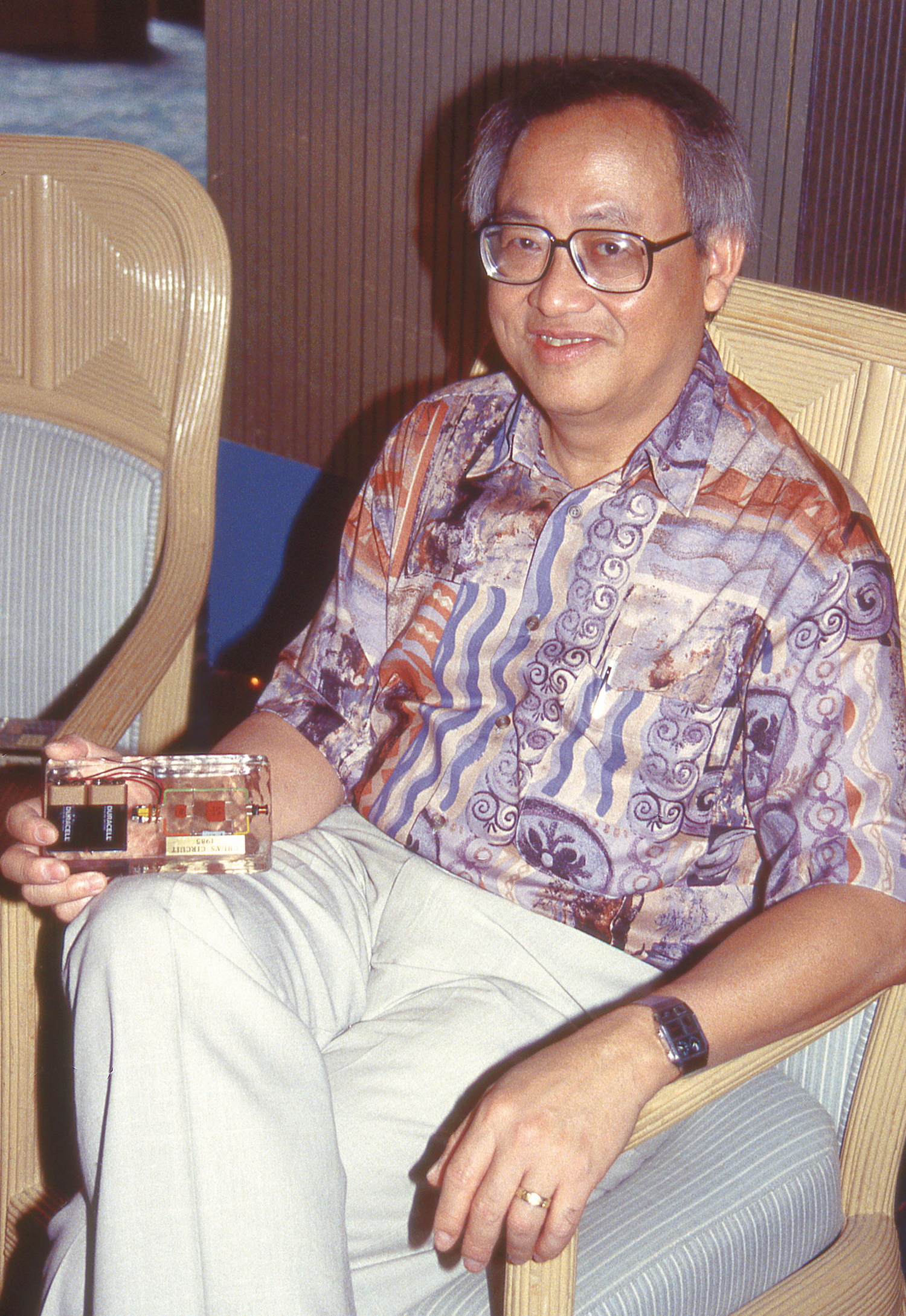
لئون چوا در سمپوزیوم بین‌المللی NOLTA 93 در نظریه غیرخطی و کاربردهای آن، دسامبر ۱۹۹۳، هونولولو (هاوایی).

پروفسور لئون چوا متولد ۲۶ ژوئن سال ۱۹۳۶ میلادی در فیلیپین و عضو مؤسسه مهندسان برق و الکترونیک و با بالاترین رتبه عضویت است. او در سال ۱۹۷۱ میلادی به دپارتمان مهندسی برق و کامپیوتر دانشگاه کالیفرنیا، برکلی پیوست. او از اثرگذاران حوزه‌هایی مانند مدارهای غیرخطی و شبکه‌های عصبی سلولی است. همچنین دیود چوآ و مدار چوا از اختراعات اوست. پیش‌بینی و نظریه‌پردازی ممریستور به عنوان چهارمین عنصر اصلی مدارات الکتریکی از دیگر دستاوردهای بزرگ اوست. سی و هفت سال بعد از پیش‌بینی او در مورد وجود ممریستور آزمایشگاهی در هیولت- پاکارد (اچ پی) با رهبری استنلی ویلیامز موفق به ساخت این عنصر الکتریکی شد.

## زندگی
چوآ در فیلیپین متولد شد. او مدرک کارشناسی خود را در فیلیپین و در سال ۱۹۵۹ اخذ کرد. سپس در مؤسسه فناوری ماساچوست مدرک کارشناسی ارشد خود را در سال ۱۹۶۱ و مدرک دکتری تخصصی خود را در دانشگاه ایلینوی در اربانا-شمپین با پایان‌نامه‌ای در مورد تحلیل پارامتری شبکه‌های غیرخطی اخذ کرد. او چهار فرزند دختر دارد. تخصص او در سیستم‌های غیرخطی و آشوبناک است.

### جوایز و افتخارات
از جمله جوایز متعدد پروفسور چوآ:
- جایزهٔ کیرشهف انجمن مهندسان برق و الکترونیک (۲۰۰۵)
- جایزهٔ بیکر انجمن مهندسان برق و الکترونیک به خاطر مقاله «ممریستور عنصر مداری گمشده»
- جایزه گیلیمن-کوئر انجمن مهندسان برق و الکترونیک

#### دیدگاه‌ها
چوآ که به وجود یک نظام کلی در مدار و الکترونیک اعتقاد دارد. کاری شبیه به دسته‌بندی عناصر شیمیایی توسط مندلیف را برای کمیات و عناصر مدارهای الکتریکی انجام داد. او متوجه غیبت عنصری غیرخطی شد. این عنصر غیر خطی که ممریستور نامیده شد، آن موقع مورد بی لطفی قرار گرفت. مقاله ماندگار چوآ سی و هفت سال زمان احتیاج داشت تا اهمیتش درک شود و ممریستور در آزمایشگاه هیولت-پاکارد(اچ‌پی) متولد شود. امروزه دانشمندان و مهندسان زیادی کشف ممریستور را شروع تحولی بزرگتر و اثرگذارتر از ترانزیستور در قرن گذشته می‌دانند.

## کتاب‌ها
1. Practical Numerical Algorithms for Chaotic Systems
2. Cellular Neural Networks and Visual Computing: Foundations and Applications
3. A Nonlinear Dynamics Perspective of Wolfram's New Kind of Science
4. CNN: A Paradigm for Complexity
5. The Universe as Automaton: From Simplicity and Symmetry to Complexity
6. Local Activity Principle: The Cause of Complexity and Symmetry Breaking
7. Computer-aided analysis of electronic circuits[۵]